# Metal Slug (відеогра, 1996)
Metal Slug — відеогра, розроблена компанією Nazca Corporation і видана компанією SNK. Вона була випущена у 1996 році на платформу Neo Geo MVS. Це перша гра в серії Metal Slug. Гра була портована на Neo Geo CD, Sega Saturn, PlayStation, Virtual Console, PlayStation Network, iOS, Android та Neo Geo X, а також на Wii, PlayStation Portable та PlayStation 2 (як частина Metal Slug Anthology).
Гра має значну частку гумору, як в загальному стилі та зображенні ворогів, так і обігруванні популярних штампів інших відеоігор та фільмів.

## Ігровий процес

Марко бореться з ворогами

Геймплей є класичним для жанру біжи і стріляй: персонаж гравця повинен постійно стріляти в безперервний потік ворогів для того, щоб дійти до кінця кожного рівня. Наприкінці рівня, як правило, міститься бос — значно більший і сильніший за звичайних ворогів. По дорозі через кожен рівень гравець може знайти численні модернізації зброї і зайняти танки «Metal Slug» (SV-001, Super Vehicle-001), які не тільки мають більшу забійну силу, але й значний захист.
На додаток до стрілянини, гравець також може виконувати атаки ближнього бою з використанням ножа. Персонаж не вмирає, просто входячи в контакт з ворогами, і, відповідно, багато з ворожих військ також мають атаки ближнього бою. Велика частина декорацій гри також руйнуються, іноді це дає додаткові корисні предмети або очки.
Упродовж рівня гравець також знаходить військовополонених, які, якщо їх звільнити, запропонують бонуси у вигляді випадкових предметів або зброї. В кінці кожного рівня гравець отримує бонус залежно від кількості звільнених військовополонених. Якщо персонаж вмирає до кінця рівня, рахунок звільнених військовополонених обнуляється.
Є в цілому шість рівнів, які зображають такі місця, як ліс, зруйноване місто, засніжені гірські долини, каньйон, і військову базу. Переважна більшість ворогів є солдатами, оснащеними різною зброєю. Є також кілька механізованих ворогів, такі як танки, мобільна артилерія, літаки, бронетранспортери і джипи.

### Зброя
- Пістолет (англ. Pistol) — стандартна зброя, з якою починає гравець. Має безкінечні кулі. Не стріляє по діагоналі.
- Ніж — використовується в ближньому бою. Завжди наявний у персонажа.
- Автомат (англ. Heavy Machine Gun [H]) — скорострільна зброя, здатна стріляти по діагоналі. Має магазин з 200 кулями, який можна поповнити спеціальним бонусом, як і іншу зброю.
- Дробовик (англ. Shotgun [S]) — зброя для близьких дистанцій, здатна знищувати групи ворогів. Має магазин на 30 зарядів.
- Ракетна установка (англ. Rocket Launcher [R]) — ефективна перш за все проти техніки. Вистрілює за раз дві ракети, після чого перезаряджається. Має в запасі 30 ракет.
- Вогнемет (англ. Flame Shot [F]) — покриває значну відстань, але не стріляє по діагоналі. Має в запасі 30 зарядів.
- Гранати (бомби) — ефективні проти груп ворогів і техніки. Гранати можна закидати в окопи чи за барикади по параболі. Отримуються зі спеціальних ящиків. Максимум можна мати 10 гранат. В танку замість їх кидання відбувається постріл з основної гармати.

### Metal Slug
В цій грі є один доступний гравцеві вид Metal Slug-ів — танк. Персонаж гравця отримує контроль над ним, сівши всередину. Танк стріляє снарядами, які в 3,5 рази потужніші за гранати. Metal Slug також має кулемет, здатний стріляти в усі сторони. Цілісність пов'язана з рівнем палива, тому її можна відновити, підібравши каністри з паливом. Коли танк підбитий, гравець отримує декілька секунд, щоб покинути його, інакше Metal Slug вибухне і вб'є персонажа.
Танк може невисоко підстрибувати і «присідати». Також ним можна чавити піхоту.

## Сюжет
Події розгортаються в 2000-х. Після кількох років підготовки генерал Дональд Морден влаштував державний переворот, щоб захопити контроль над світом. Міста по всій планеті опинилися в його руках протягом всього лише тижня завдяки використанню новітніх танків Metal Slug.
Щоб зупинити Мордена, організація «Сапсан» (Peregrine Falcon) відправляє двох бійців: Марко Россі та Тарму Ровінг. Протягом шести рівнів вони пробираються до генерала Мордена і перемагають його в бою, де він відстрілюється з вертольота. Морден випадає з вертольота і його війська, втративши командира, припиняють захоплення світу. На фоні титрів один з бійців запускає паперовий літачок, який пролітає різними місцями, баченими протягом гри, і зникає в небі, після чого з'являється напис «Мир назавжди».

## Версії
Спочатку Metal Slug була доступна для ігрових автоматів Neo-Geo MVS. Пізніше вийшла версія для Neo Geo CD яка включала новий режим «Combat School», що дозволяв переграти раніше пройдені рівні, але з іншими завданнями.
В 1997 році в Японії було випущено версії для Sega Saturn і PlayStation. Версія для Saturn була доступна у версіях 1.002 та 1.005, що відрізнялися виправленням деяких помилок. На PlayStation додався режим «Another Story», який складався з низки мініігор.
В 2006 році вийшов збірник «Metal Slug Anthology» («Metal Slug Complete» в Японії) для платформ Wii, PlayStation 2 і PSP. Туди входили перша «Metal Slug» та її продовження (включаючи «Metal Slug 2» з «Metal Slug X») аж до «Metal Slug 6». Всі наявні ігри збірника являли собою емуляції оригінальних ігор, без додаткових режимів чи контенту.
«Metal Slug» доступна в сервісі GameTap, з підтримкою онлайн кооперативу. В 2008 гра вийшла на Wii Virtual Console як частина збірника «SNK Arcade Classics Vol. 1» для Wii, PlayStation 2 і PSP. Офіційна емульована версія доступна також для PSP і PlayStation 3, а в 2012 році було випущено версії для iOS та Android.
«Metal Slug» входить в число 20-и попередньо встановлених ігор для консолі Neo Geo X.